# شیرازی‌ها
شیرازی نام قومی از ساکنان سواحیل و جزیره‌های نزدیک آن در اقیانوس هند است که عمدتاً در زنگبار، پمبا و اتحاد قمر زندگی می‌کنند. بر اساس روایاتی گسترش یافته در سواحل شرق قاره آفریقا، شیرازی‌ها از نسل شاهزاده‌های ایرانی نامدار یا گمنامی از شیراز هستند که با شاهدخت‌هایی سواحیلی وصلت کرده‌اند. پژوهشگران اساس این روایات را ماحصل تجارت گستردهٔ منطقه‌ای مابین سواحیل و بندرهای خلیج فارس می‌دانند که به همراه جذابیتِ نَسَبی معتبر در سطح نخبه مسلمان جامعه شکل گرفته است. شیرازی‌ها به دلیل کمک به گسترش اسلام در سواحیل و نقشی که در تأسیس سلطنت‌های جنوبی سواحیلی مانند موزامبیک و آنگوچه داشتند، و به دلیل نفوذشان در توسعه زبان سواحیلی و ثروتشان مشهور هستند. سواحل شرق آفریقا و جزایر نزدیک به آن پایگاه تجاری شیرازی‌ها است.

## تاریخ

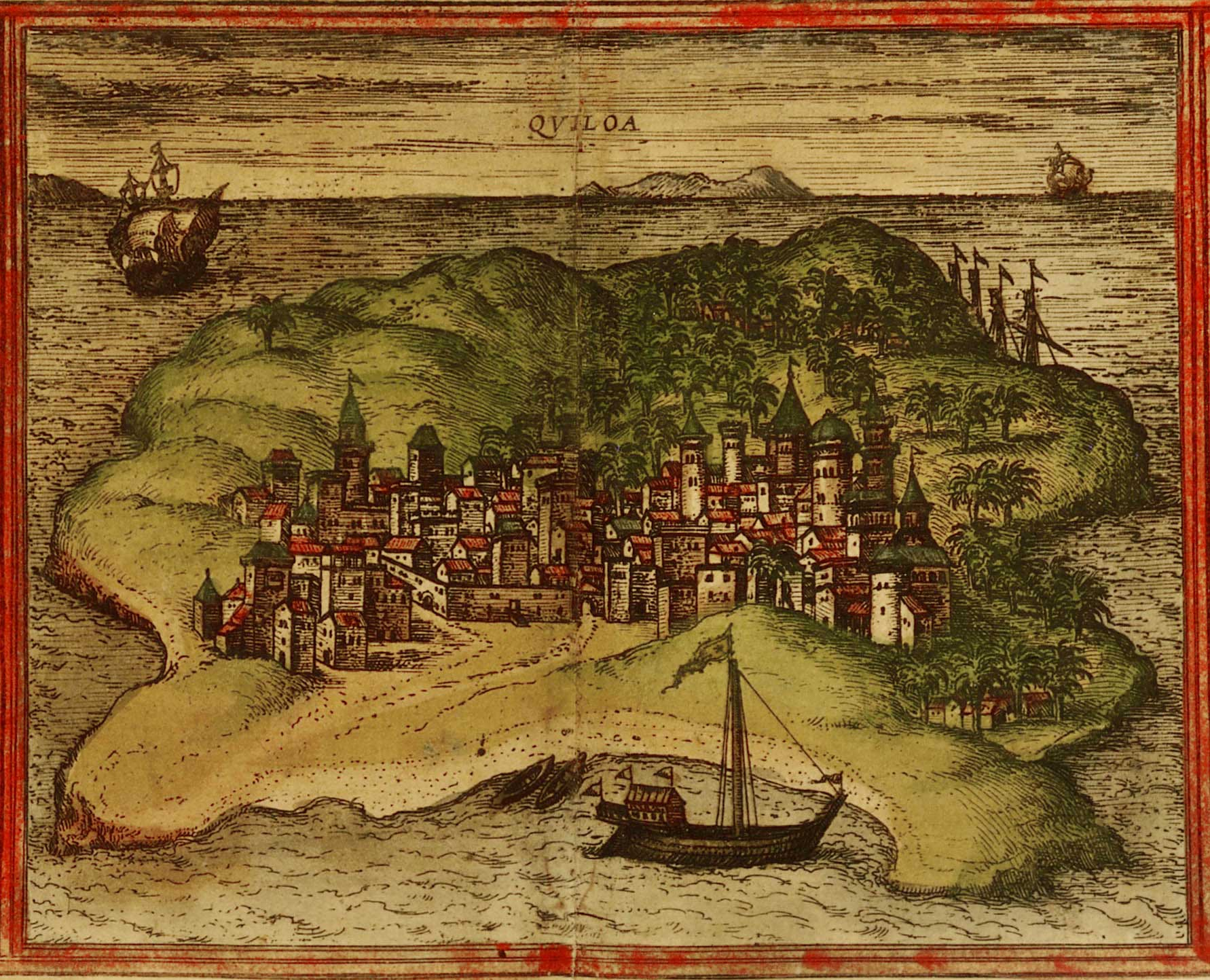
نقاشی شهر ثروتمند شیرازی کیلوا کیسیوانی توسط جرج بارون

در مورد خاستگاه شیرازی‌ها دو روایت اصلی وجود دارد که یکی مبتنی بر سنت شفاهی است با این مضمون که مهاجرانی از شیراز مستقیم به سواحیل و جزایر شرق آفریقا در منطقه‌ای بین موگادیشو، سومالی در شمال و سوفالا در جنوب کوچ کرده‌اند؛ همچنین پس از گذشت چندین قرن مهاجران بیشتری از خلیج فارس به سواحیل آمده‌اند که شیرازی‌های امروزی هستند.
چنین فرضیه‌ای در بین بسیاری مورخان آفریقای شرقی و دیگر مورخان رد شده است. در مجموعه پژوهش‌هایی یافت شده که تا سال ۵۰۰ میلادی در کنار سواحل شرق آفریقا شهر و آبادانی وجود داشته و برخی از آنها به شکل سلطنت‌هایی کاملاً استقرار یافته با آئین‌های سنتی اداره می‌شدند.
روایت دوم در مورد ریشهٔ شیرازی‌ها این است که آنها از ایران آمده‌اند، اما ابتدا در ساحل سومالی در نزدیکی موگادیشو مستقر شده‌اند. در قرن دوازدهم، همزمان با رشد تجارت طلا در بندر سوفالا در حاشیه موزامبیک، مهاجرانی به سمت جنوب به شهرهای مختلف سواحیل در کنیا، تانزانیا، شمال موزامبیک و جزایر اقیانوس هند نقل مکان کرده‌اند. آن مهاجران تا سال ۱۲۰۰ میلادی، سلطنت‌های محلی و شبکه‌های تجاری را در جزایر کیلوا، مافیا و اتحاد قمر در امتداد سواحیل و در شمال غربی ماداگاسکار ایجاد کردند.
این روایت نیز در جامعه علمی به استناد مواردی رد شده است. نادر بودن رسوم و گفتار فارسی، فقدان شواهد مستند شیعی در ادبیات مسلمانان سواحیلی و در عوض، فراوانی تاریخی مرتبط با سنی‌های عرب و اسناد کم باستان‌شناسی که بر اسکان اولیه ایرانیان دلالت کند مواردی است که روایت ایرانی بودن شیرازی‌ها را دشوار می‌کند.

### روایت ایرانی بودن قوم شیرازی
بیشتر اقوام ایرانی در زنگبار به شیرازی معروف هستند. نام خانوادگی شیرازی یکی از افتخارات بزرگ هر زنگباری است و منزلت اجتماعی را در پی دارد. در «سفرنامه برادران امیدوار» که این دو برادر با اهالی زنگبار اطلاعاتی را کسب کرده‌اند، اهالی گفته‌اند که اجداد آن‌ها و قوم شیرازی بودند از نسل فردی به نام حسن؛ که وی از شهر شیراز به دیار زنگبار مهاجرت کرد و پایه‌های حکومت شیرازی‌ها را به وجود آورد. قوم شیرازی نزدیک به چند صد سال حاکمیت زنگبار را در دست داشتند که دوره‌ای درخشان بوده است. در برخی منابع از چند شیرازی مدفون در قبرستان این منطقه نام برده شده است. زبان بومی زنگبار سواحیلی نام دارد که برخی از واژه‌های فارسی در آن موجود است. در گذشته شیراز بزرگ‌ترین شهر و مرکز تجارت جنوب ایران بود، از آنجا قالی، خنجر، عطر و ظروف سفالی به آفریقا صادر می‌شد و شهرت فراوان داشت، به گونه‌ای که ناحیه جنوب ایران را شیراز می‌گفتند، از این رو است که در منابع از ایشان با عنوان شیرازی و نه ایرانی نام برده‌اند. تاریخ ورود شیرازی‌ها به سواحل شرقی آفریقا در منابع مختلف، متفاوت ذکر شده است. بر اساس بریتانیکا شیرازی‌ها در نیمه دوم قرن دوازدهم از طریق اقیانوس هند، راهی زنگبار شدند.
بر اساس شواهد گروهی از شاهزادگان ایرانی که به تجارت اشتغال داشتند در هفت شهر در طول سواحل شرقی آفریقا مستقر شدند. هرچند که برخی در مورد ریشه ایرانی این افراد ابراز تردید کرده‌اند اما کمیساریای عالی سازمان ملل برای پناهندگان در نشریات خود، قوم شیرازی را ایرانیانی می‌داند که از شیراز به جهت تجارت برده، عاج و ادویه راهی شرق آفریقا شده‌اند. به نظر می‌رسد ازدواج بین ایرانیان ساکن زنگبار با آفریقایی‌ها رایج‌تر از ازدواج اعراب و آفریقایی‌ها بوده است و آفریقایی‌های حاصل از ازدواج با افراد غیرآفریقایی با نام شیرازی شناخته می‌شده‌اند.
قوم شیرازی بر این باورند که اجداد آن‌ها شاهزادگانی ایرانی بودند و در زمان‌هایی بسیار دور از ایران به آفریقا مهاجرت کرده‌اند. اولین مهاجرت با ورود علی بن سلطان حسن از شیراز به زنگبار صورت گرفته است. حوالی سال ۹۷۵ میلادی وی کابوسی می‌بیند که در آن یک موش عظیم‌الجثه با فک‌های آهنین ستون‌ها و پی‌های قصر وی را از بین برده است. او این کابوس را نشانهٔ بدیمنی، زیان و ناراحتی بر خانه‌اش تعبیر کرد و به همراه خانواده، دوستان وفادار و مریدانش با هفت کشتی از شیراز خارج شدند. آن‌ها در راه دچار طوفان گشته و در هفت نقطه مختلف از ساحل به خشکی رسیدند و در این نقاط خشکی، جوامع شیرازی را بنا نهادند.
شیرازی‌ها همچون باقی مردمان شرق آفریقا به زبان سواحیلی صحبت می‌کنند. این گروه اسلام را در جنوب و شرق آفریقا گسترش داده‌اند. مذهب ایشان اسلام سنی است و پاره‌ای از ایشان نیز شیعه هستند.
شواهدی که بر ایرانی بودن قوم شیرازی موجود است:
- بقایای چندین بنای قدیمی در تانزانیا به بازرگانان شیرازی نسبت داده شده است. از این بناهای تاریخی می‌توان به مخروبهٔ دهکدهٔ ماهیگیری تونگونی، و سایر بناها در تانبوتا و جزیره پمبا اشاره کرد.
- وجود بشقاب‌های چینی در قبرهای منسوب به ملوانان ایرانی در زنگبار نشان‌دهندهٔ وجود ارتباط تجاری بین قارهٔ آفریقا و جنوب چین است. گمان می‌رود این ارتباط تجاری از طریق بازرگانان ایرانی صورت می‌گرفته است.[۱۹]
- ۴۵۸ سکهٔ نقره ضرب‌شده با نام بهرام در بقایای قصر باستانی در پمبا نشان می‌دهد که ایرانیان در این جزیره ساکن بوده‌اند.[۱۹]
- رسم‌الخط کوفی در مسجد کیزیمکازی در زنگبار، با بقایای خط کوفی پیدا شده در بندر سیراف در استان بوشهر ایران به یکدیگر شبیه هستند. به گفته دیوید وایت هاوس، این امر نشان‌دهندهٔ سکونت دائمی مسلمانان ایران در سواحل شرقی آفریقاست. ایرانیان برای ادامه سکونت در زنگبار، مسجد، قصر و شهر ساخته‌اند.[۲۰]
- برگزاری جشن نوروزی (به سواحیلی: nairuzi) که در آن دهقانان سال نوی زراعی را جشن می‌گیرند. این جشن شامل مراسم مختلفی از قبیل حمام و شستشو در آب دریا به قصد پاک شدن، و برپایی آتش و اجرای مراسم آئینی تولد دوبارهٔ انسان از آتش است که به وسیلهٔ ابزار ابتدایی صورت می‌گیرد. این مراسم ممکن است دارای ریشه‌هایی ایرانی باشد.[۱۹]

## شواهد ژنتیکی و پیوندهای معاصر
در پژوهش ژنوم باستان منتشرشده در ۹ فروردین ۱۴۰۲ در نشریۀ Nature، ژن‌های ۸۰ فردِ مدفون در شهرهای بندری کنیا و تانزانیا (۱۲۵۰ – ۱۸۰۰ م.) آشکار کرد که در حدود ٪۹۰ کروموزوم Y از مردان پارسی‌تبار و تقریباً همۀ توالی‌های میتوکندریایی از زنان بومی سواحل سواحیلی منشأ گرفته است؛ یافته‌ای که روایت «شاهزادگان شیرازی» و ازدواج بازرگانان ایرانی با زنان شرق آفریقا را تقویت می‌کند. در همان روز، خبرگزاری رویترز این نتایج را «تأییدی علمی بر افسانه‌های محلی» دانست و بر نقش محوری زنان در شکل‌گیری جامعۀ شیرازی تأکید کرد. ‏در ادامهٔ توجه به این میراث مشترک، شهرداری‌های شیراز و زنگبار در ۲۸ مرداد ۱۴۰۳ پیش‌نویس تفاهم‌نامۀ «شهرهای خواهر» را برای توسعۀ همکاری‌های فرهنگی و گردشگری پیرامون تاریخ شیرازی‌ها امضا کردند.